# 劉良弼
劉良弼（1531年—1583年），字賚卿，别號肖岩，江西南昌府南昌縣人，民籍，明朝政治人物。

## 生平
嘉靖四十三年（1564年）甲子科江西鄉試第十五名舉人。嘉靖四十四年（1565年）中式乙丑科會試第三百八十九名，三甲第二百三十五名進士。兵部观政，四十五年二月初任金坛县知县。隆庆三年（1569年）闰六月，选授云南道试监察御史，巡视通州倉，六年七月差巡按福建。万历初，首疏劾太监冯保，称其罪大于刘瑾。万历四年（1576 年）五月巡按顺天，上《防边六渐略》。五年十月京畿道刷卷。六年二月，升大理寺右寺丞，七年五月转左寺丞，八年八月升右少卿，九年十月升左少卿，十年十二月升太仆寺卿。十一年（1583年）二月改为光禄寺卿，五月升右佥都御史、巡抚广西。十月，至九江，病甚乞休，许之。抵家卒，时十月初三日也。享年五十三。

## 家族
曾祖劉正春；祖父劉旦；父劉蘭，母熊氏。二子：刘云龙、刘云仍。